# 押田美保
押田 美保（おしだ みほ、1963年 - ）は、フリーの風景・人物の女流写真家。宮城県生まれ。
モノクロームのバライタ紙への手焼きプリントの名手。東京工芸大学短期大学部写真技術科卒。マグレブ諸国を数度訪問、現地のアラブ人の肖像写真等を得意とする。